# David Casteu

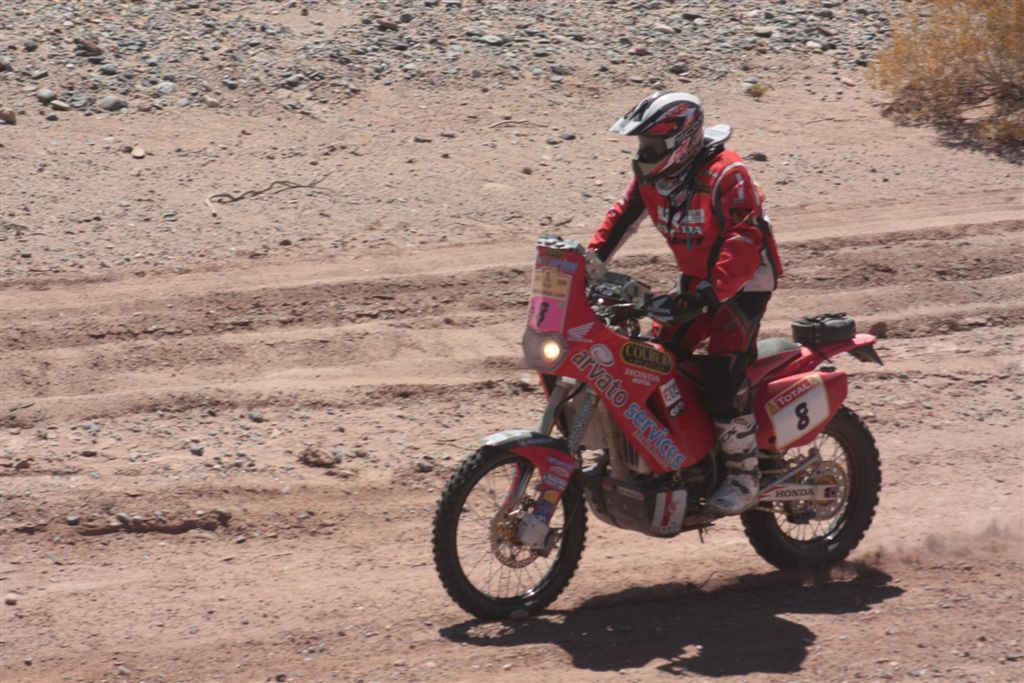
Casteu tijdens Parijs-Dakar, 2009

David Casteu (8 april 1974) is een Franse motorcrosser. Hij is vooral bekend van Parijs-Dakar. Hij rijdt momenteel voor Gauloises KTM.
Casteu werd Frans trial kampioen in 1992. In 2005 werd hij 13e in Parijs-Dakar. In dat jaar werd hij 2e op het WK cross country rally. Hij werd ook 2e in de rallye des pharaons en in de rally d'Orient. Hij werd derde in de rally van Marokko. In 2006 werd hij 8e in Parijs-Dakar. Ook dat jaar werd hij 2e in het WK cross country rally. 
In de Dakar rally was hij meestal vliegende monteur van Cyril Despres en Isidre Esteve Pujol. In de rally van 2007 eindigde hij als 2e.